# William Paterson
William Paterson (Montrose, Angus, 10 d'agost de 1755 - 21 de juny de 1810, prop del Cap d'Hornos) va ser un botànic britànic.
Va ser membre de la Linnean Society of London el 1797 i de la Royal Society el 1799. Era jardiner a Syon House sota la direcció de William Forsyth (1737-1804). El 1777 marxà a collir plantes a Ciutat del Cap per encàrrec de la comtessa de Strathmore. Durant aquells anys, fins al 1780, va realitzar quatre viatges a les terres de l'interior. De 1781 a 1785, va ser comissionat en el 98è regiment de la guarnició a l'Índia.
El 1792 anà a Austràlia com a capità del 102è regiment. Havia sol·licitat a Sir Joseph Banks (1743-1820) per obtenir el seu suport a la seva candidatura a la Royal Society però aquest li va comunicar que no podria ser-ho fins que no hagués contribuït de manera més significativa a la ciència. Recol·lecta plantes per a W. Forsyth i Sir Joseph Banks (1743-1820), així com dels sements per als planters de James Lee (1715-1795) i James Colvill (v. 1777-1832).
De 1800 a 1810, és tinent governador de Nova Gal·les del Sud. Va escriure Narrative of Four Journeys into the Country of the Hottentots and Caffraria in... 1777-1779 (1789). No va ser fins després de la seva tornada a la Gran Bretanya que Paterson va ser distingit, el 17 de maig de 1798, com a membre de la Royal Society.
Robert Brown (1773-1858) li dedica el 1807 el gènere Patersonia de la família Iridaceae.